# Steinkreis von Parkneuk
Der Steinkreis von Parkneuk (auch „Creuchies“ genannt) ist ein Vier-Pfosten- oder „Himmelssteinkreis“ am Cateran Trail etwa 6,5 km nördlich von Blairgowrie in Perth and Kinross in Schottland.
Four Poster Stones sind nur regional begrenzt verbreitet. Sie gehören zu einer Monumentklasse, die aus mindestens vier Menhiren besteht, die die Ecken eines Quadrats oder Rechtecks bilden, so dass der Begriff Kreis (englisch circle) abwegig erscheint. Ausgrabungen haben jedoch gezeigt, dass es sich bei diesen Steinsetzungen um Reste ehemaliger Steinkreise aus der Bronzezeit handelt. Sind mehr als vier Steine erhalten, so ragen die vier Ecksteine von der Größe her heraus. Four Poster Stone Circles werden vor allem in Schottland, besonders aber in Perthshire, gefunden.

Steinkreis von Parkneuk
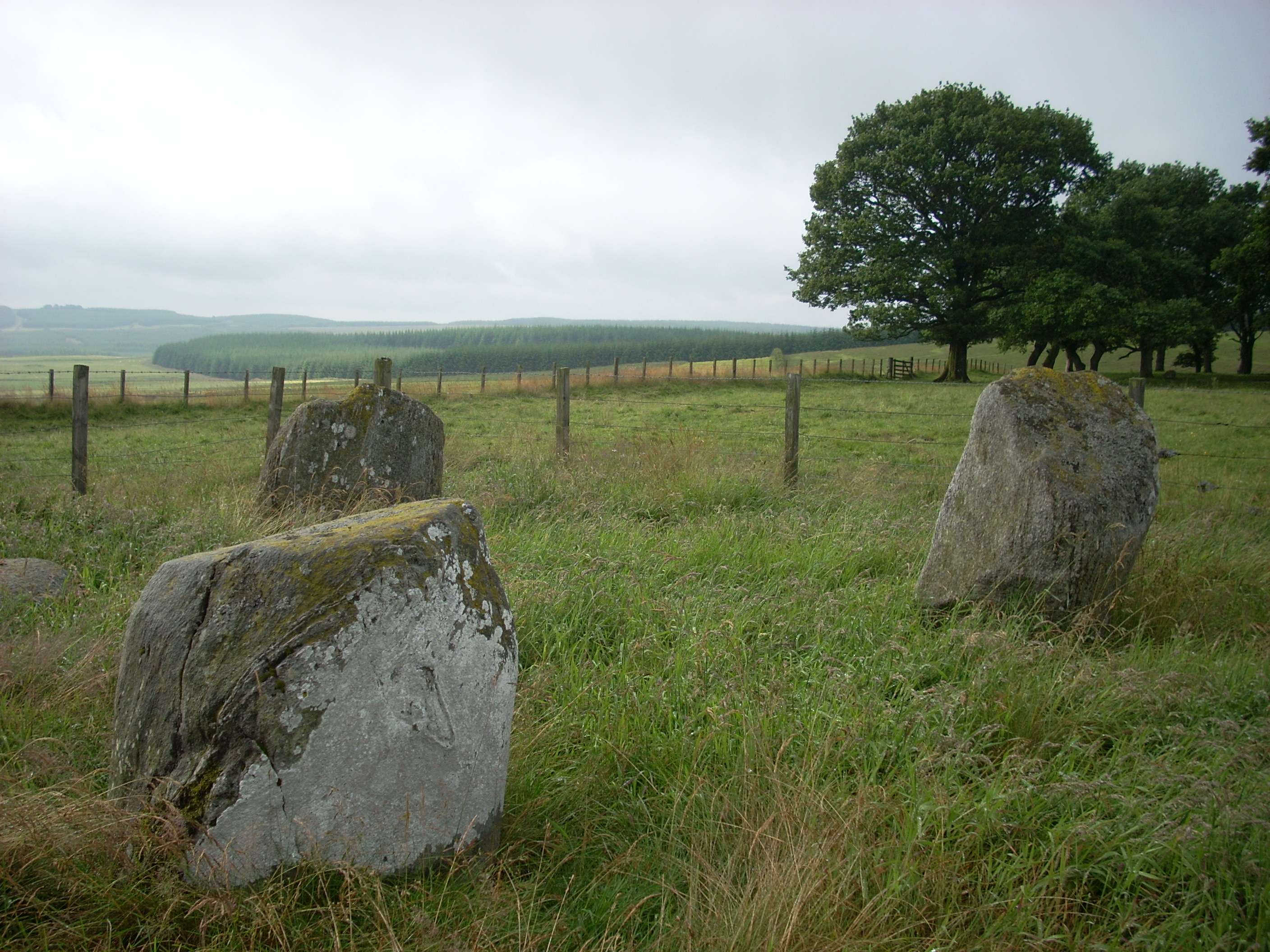
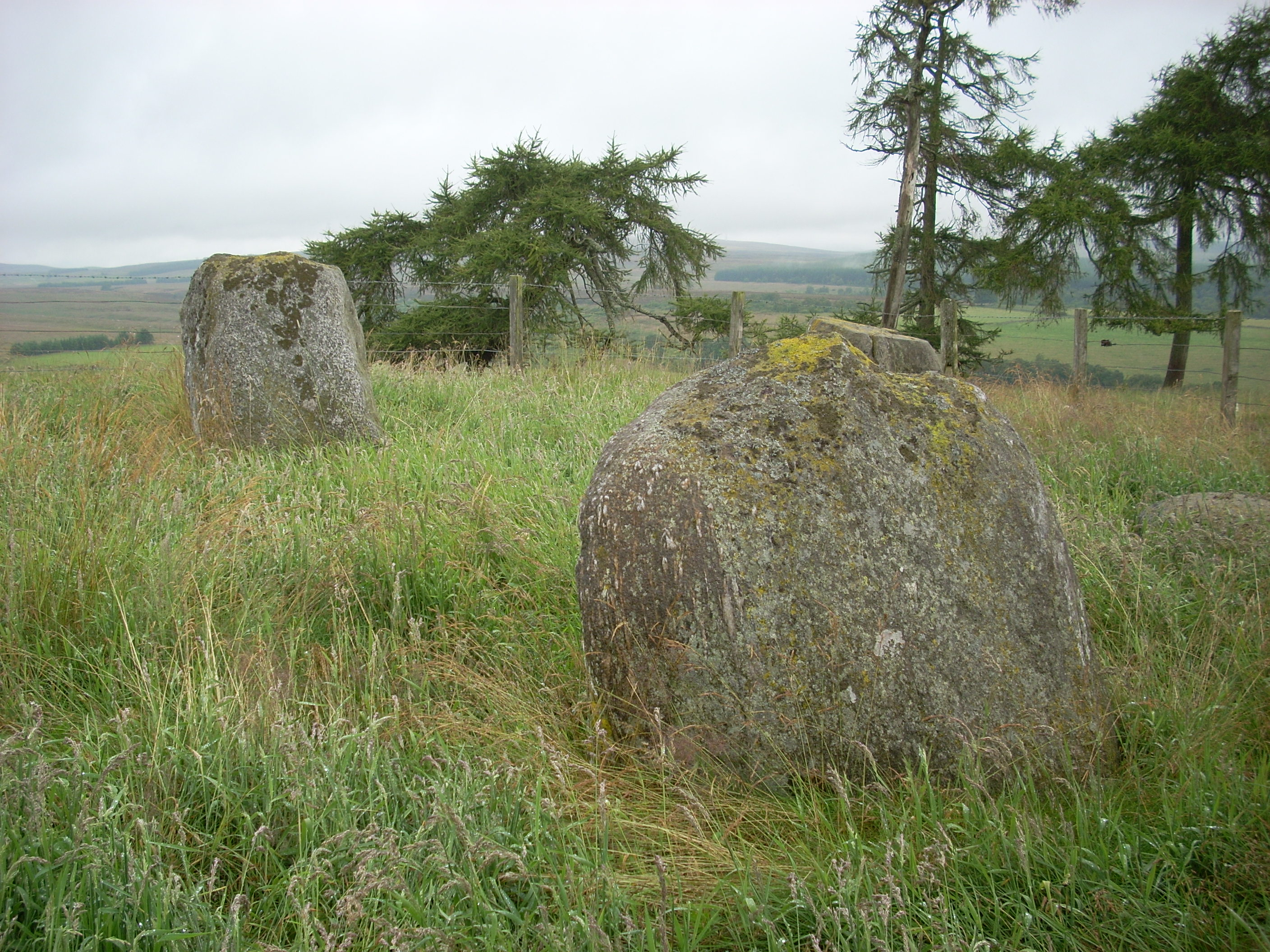
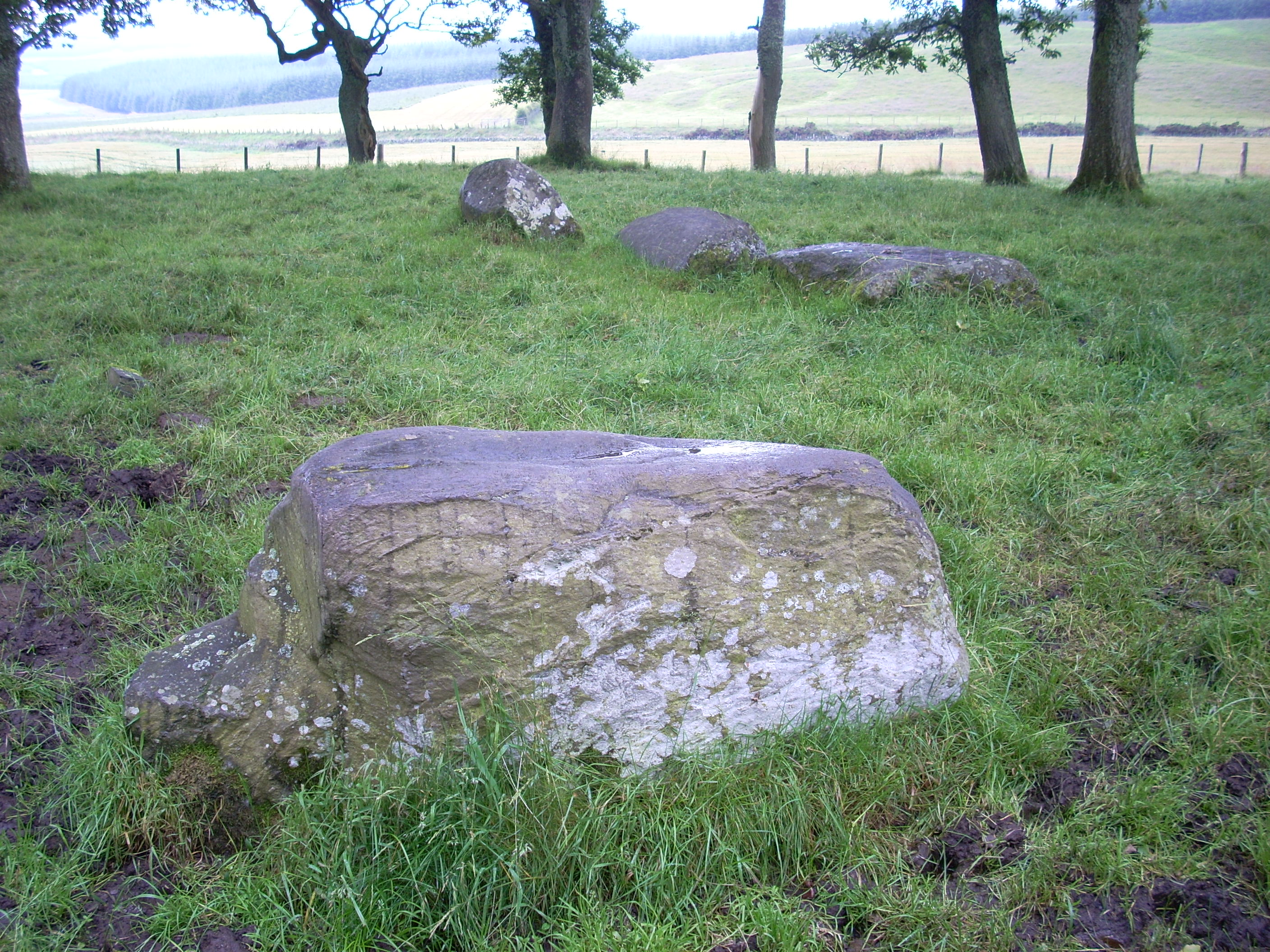
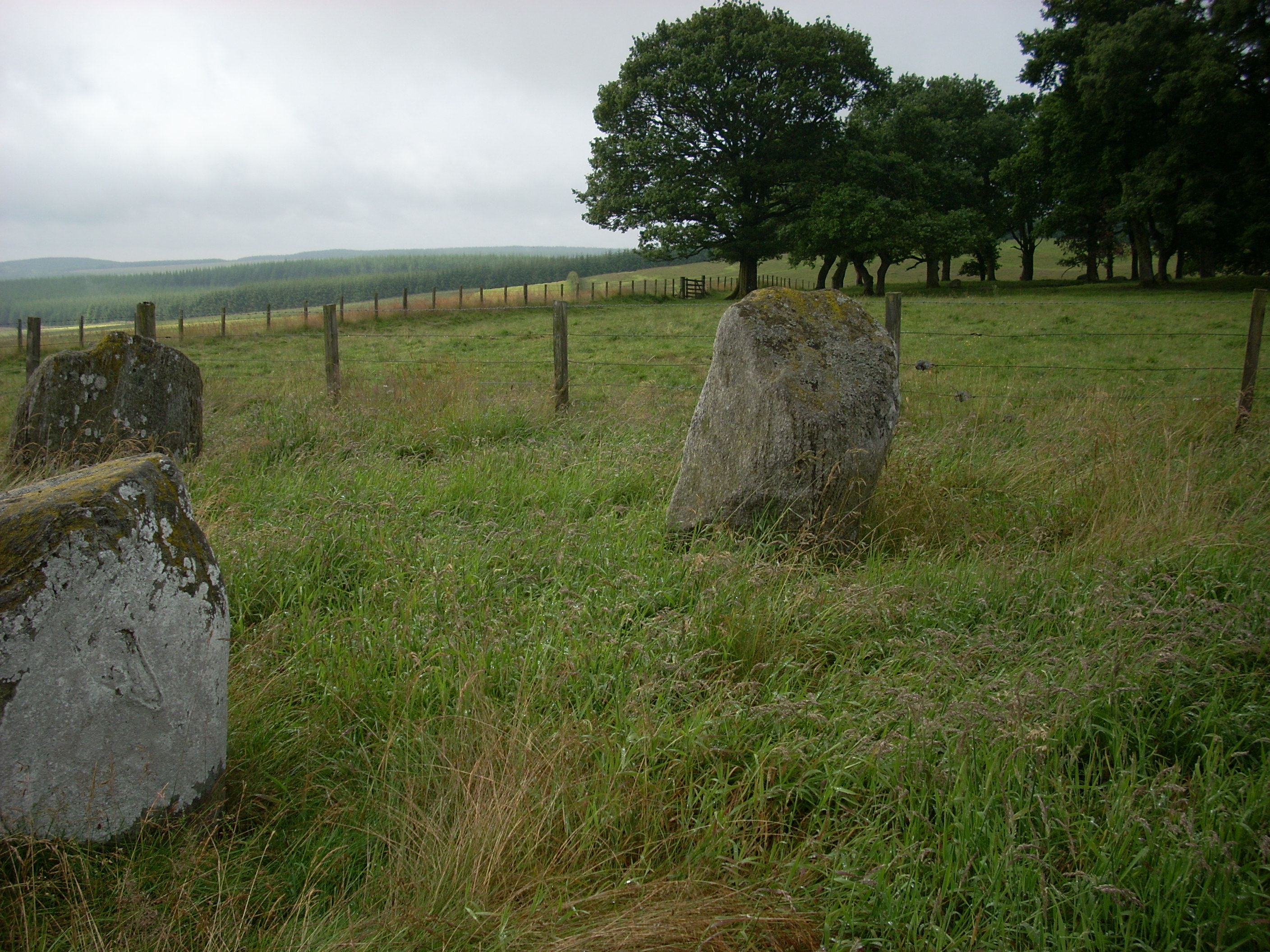

Der nordöstliche Stein von Parkneuk liegt am Boden, aber die drei anderen stehen. Er misst etwa 4,5 × 3,8 m. Aubray Burl schreibt, dass der Ring in Richtung Südwesten gestuft ist, wo der höchste Stein mit etwa 1,4 m Höhe steht.
Etwa 100 m entfernt liegt der Vier-Pfosten-Steinkreis von Tullymurdoch.